# Пак Минён
Пак Минён (кор. 박민영; род. 4 марта 1986 года) — южнокорейская актриса

 и певица. Она приобрела известность в исторической драме о совершеннолетии Sungkyunkwan Scandal (2010) и с тех пор снялась в телесериале «Городской охотник» (2011), Glory Jane (2011), Dr. Jin (2012), A New Leaf (2014), «Хилер» (2014—2015), «Помни» (2015—2016), «Королева на семь дней» (2017).

## Образование
В феврале 2013 года окончила Университет Тонгук по специальности «Театр».

## Карьера

### 2005—2009: начало карьеры
Минён дебютировала в сфере развлечений в рекламном ролике SK Telecom в 2005 году. Актёрскую карьеру начала годом позже в популярном ситкоме High Kick! (2006). Она продолжила появляться в телевизионных драмах, в таких ролях как единственная дочь известного гангстера в I Am Sam (2007), и кумихо (девятихвостая лисица в корейской мифологии) в одном из эпизодов хоррор-драмы Hometown of Legends (2008).

### 2010—2011: прорыв
Пак Минён стала популярной после телесериала «Скандал в Сонгюнгване» (2010 год, KBS2), где её персонаж — умная и находчивая молодая девушка — переодевается мальчиком, чтобы поступить в чосонский университет Сонгюнгван.
В 2011 году последовал ещё один успех в сериале «Городской охотник», основанном на японской манге .

### 2018 — настоящее время
В 2018 году снялась в своей первой романтической комедийной драме «Что случилось с секретарем Ким» вместе с Пак Соджуном. Сериал имел успех, что привело к росту популярности Пак. В октябре провела свою первую с момента своего дебюта встречу с поклонниками под названием My Day.
В 2019 году Пак снялась во второй романтической комедийной драме «Ее личная жизнь» вместе с Ким Джэуком. Минён сыграла Сон Донми, которая работает куратором в художественном музее, но проводит время вне работы как страстная фанатка айдол-групп.
В 2020 году она снялась в романтической драме JTBC «Я приду к тебе, если будет хорошая погода» вместе с Со Канджуном.
В 2022 году приняла участие в романтическом сериале JTBC «Прогноз погоды и любви» вместе с актером Сон Каном.